# Mifeng Xiaojie
Mifeng Xiaojie (xinès simplificat: 蜜蜂小姐, pinyin: Mìfēng Xiǎojiě, literalment 'Senyoreta abella') és una sèrie de manhua creada per Liang Baibo, pionera del còmic a la Xina. Va ser creada el 1935 per al periòdic Libao. Tot i la seua curta durada i el relatiu anonimat de l'autora, es tracta d'una de les tires còmiques que més èxit tingué a la Xina en la seua època, i l'única dibuixada per una dona.
El nom del personatge protagonista fa referència a una abella per la forma del dibuix, amb cintura fina i amples malucs. L'estil de dibuix era fi, i la narrativa, poètica.